# 深谷バイパス
深谷バイパス（ふかやバイパス）は、埼玉県熊谷市から埼玉県深谷市までの区間を結ぶ、国道17号のバイパスである。

## 概要
熊谷市玉井の玉井ICにて熊谷バイパスから直結される形で起点となる。熊谷市西別府の上武ICにて上武道路を分岐、ここから先は深谷市に入る。深谷市岡付近で本庄道路（2期）を分岐する計画となっている。本庄道路との分岐点からすぐの場所に位置している深谷市西田の四拾坂下交差点で現道に合流して終点となる。
玉井ICから上武ICまでの区間は、4車線化されているが、これは側道として暫定整備されたもので、中央にあるスペースにはさらに4車線の本線である地域高規格道路「熊谷渋川連絡道路」が通る予定である。この本線は、玉井ICで熊谷バイパスの本線（未整備）と、上武IC以北で上武道路（暫定2車線整備済）と接続される予定である。
上武ICから終点までの区間は、熊谷渋川連絡道路の区間外であり、現在開通済みの暫定2車線の一般部である。

### 路線データ
- 起点：埼玉県熊谷市玉井
- 終点：埼玉県深谷市西田
- 延長：14.8 km
- 規格：第3種第1級（本線部）、第3種第2級（側道部・上武IC - 現道）
- 設計速度：80 km/h（本線部）、60 km/h（側道部・上武IC - 現道）
- 車線数：4車線（本線部）、4車線（側道部・上武IC - 現道）
- 道路幅員
  - 玉井IC - 上武IC：50.0 m
  - 上武IC - 四拾坂下交差点：26.5 m

## 歴史
- 1971年度（昭和46年度） : 事業化[3]。
- 1976年度（昭和51年度） : 用地着手[2]。
- 1986年（昭和61年）
  - 3月25日 : 県道葛和田新堀線 - 熊谷市道40号間延長1.44 kmが暫定2車線で開通[2]。
  - 10月1日 : 熊谷市道40号 - 県道新堀尾島線間延長1.50 kmが暫定2車線で開通[2]。
- 1987年（昭和62年）12月10日 : 県道新堀尾島線 - 県道弁財深谷線線間延長1.50 kmが暫定2車線で開通[2]。
- 1990年（平成2年）2月21日 : 熊谷バイパス - 県道葛和田新堀線間及び県道弁財深谷線 - 国道17号現道間延長計延長10.32 km暫定2車線で開通。これにより深谷バイパス全線開通[2][3]。
- 1992年（平成4年）2月20日 : 上武道路の熊谷市西別府（上武IC） - 太田市粕川町間延長8.5 kmが暫定2車線で開通し、深谷バイパスと接続[4][5]。
- 2001年（平成13年）3月24日 : 玉井IC - 上武IC間延長4.2 kmが4車線化[3]。

## 路線状況
橋梁は東別府橋、別府橋、福川橋、唐沢川橋の4橋がある。
立体交差の計画は以下の4か所ある。
- 玉井IC - 熊谷バイパス
- 上武IC - 上武道路
- 明戸IC - 県道深谷飯塚線・県道由良深谷線
- 深谷IC - 県道伊勢崎深谷線

### 道の駅
- おかべ（埼玉県深谷市）

### 交通量
平日24時間交通量（平成17年度道路交通センサス）
- 熊谷市東別府1148：42,701
- 深谷市宮ヶ谷戸232：23,489

## 地理

### 通過する自治体
- 埼玉県
  - 熊谷市 - 深谷市

### 交差する道路
| 交差する道路                                          | 交差する場所 | 交差する場所 |
| ----------------------------------------------------- | ------------ | ------------ |
| 国道17号〈熊谷バイパス〉 さいたま・行田方面（玉井IC） |              |              |
| 埼玉県道359号葛和田新堀線                             | 熊谷市       | 玉井（北）   |
| 埼玉県道276号新堀尾島線                               | 熊谷市       | 西別府       |
| 国道17号〈上武道路〉 前橋・伊勢崎方面                 | 熊谷市       | 上武IC       |
| 埼玉県道263号弁財深谷線                               | 深谷市       | 上増田       |
| 埼玉県道127号深谷飯塚線                               | 深谷市       | 明戸東       |
| 埼玉県道275号由良深谷線                               | 深谷市       | 明戸西       |
| 埼玉県道14号伊勢崎深谷線                              | 深谷市       | 大寄         |
| 埼玉県道355号中瀬普済寺線                             | 深谷市       | 矢島         |
| 埼玉県道259号新野岡部停車場線                         | 深谷市       | 岡東         |
| 国道17号〈本庄道路〉（2期区間、事業中）               | 深谷市       | 岡           |
| 国道17号 岡部方面                                     | 深谷市       | 四拾坂下     |
| 国道17号 高崎・本庄方面                               |              |              |

### バイパスの位置関係
（さいたま方面）熊谷バイパス -  深谷バイパス - 本庄道路（高崎方面）/上武道路（前橋方面）

### 沿道の主要施設
- ショッピングセンタービックベア
- 関東脳神経外科病院
- 別府沼公園
- 熊谷市立別府小学校
- 老人福祉センター別府荘
- 大里広域 熊谷衛生センター
- 明戸農村公園
- ふかや農業協同組合本店
- 深谷市立大寄小学校
- ボートピア岡部

## ギャラリー

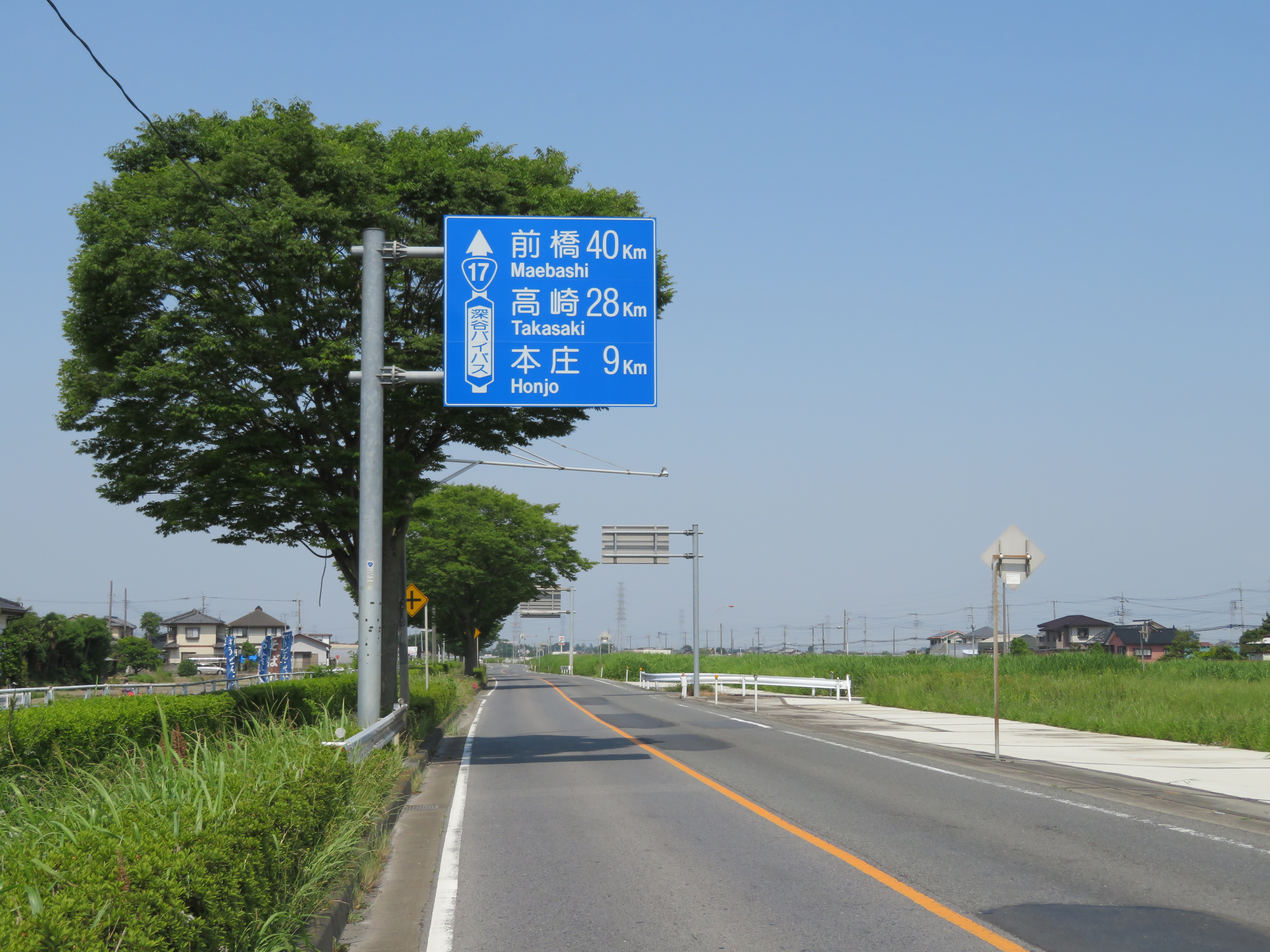
埼玉県深谷市起会付近
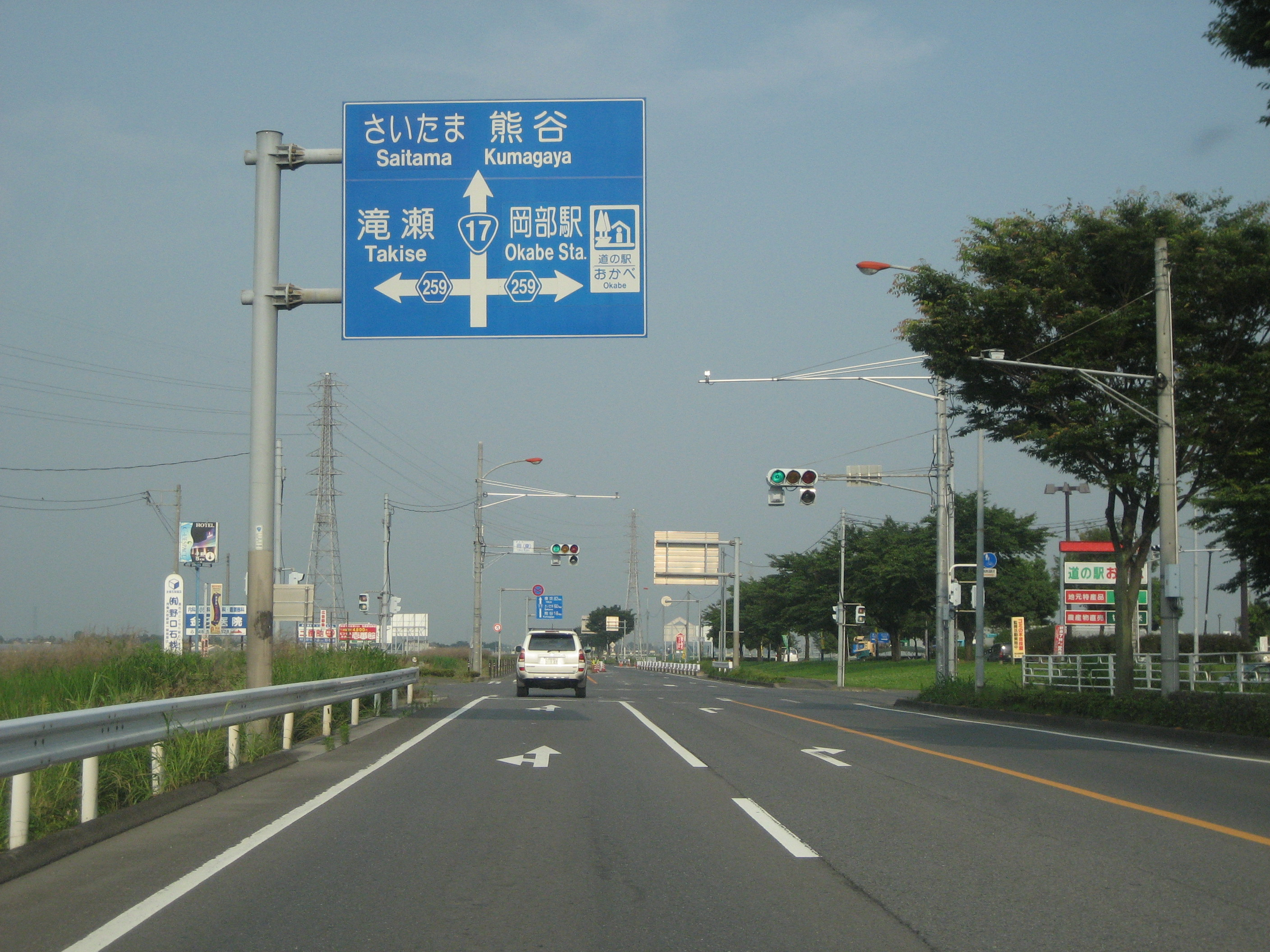
岡東交差点（道の駅おかべ）付近
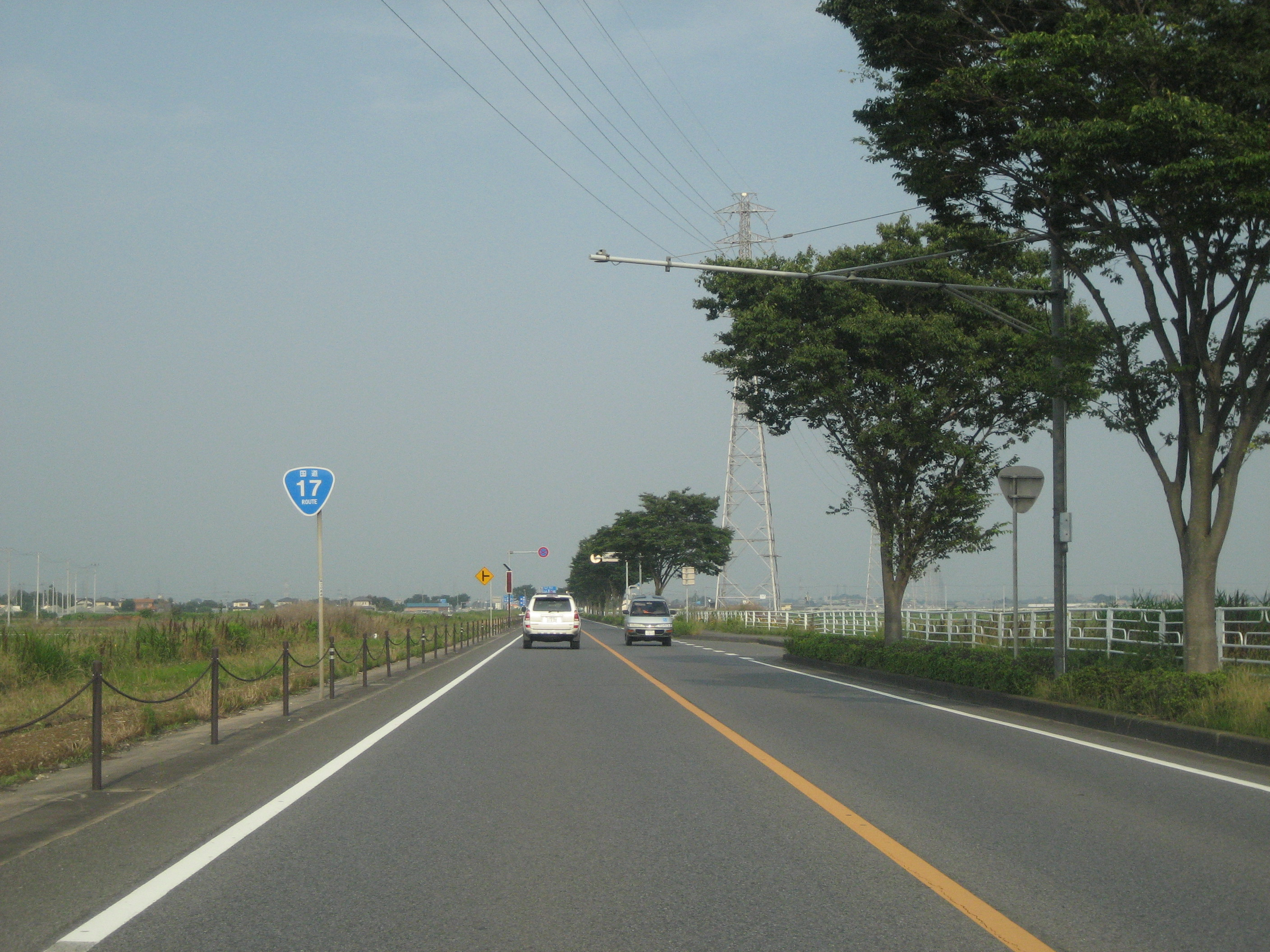
埼玉県深谷市
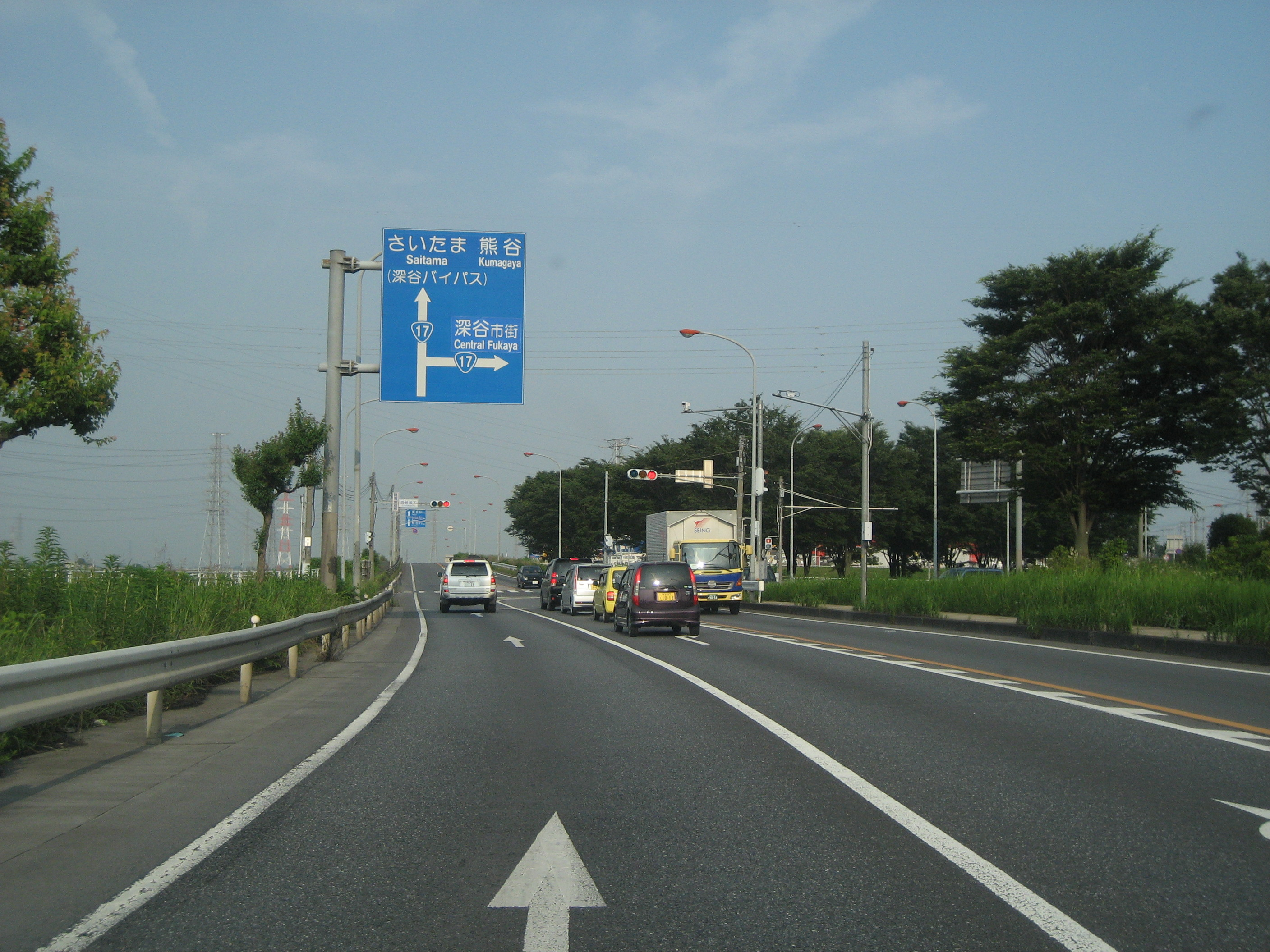
終点四拾坂下交差点付近（国道17号本道高崎側から、右方向は現道深谷・熊谷市街方面）